# TRUE 唯美生存
「TRUE 唯美生存」是中島美嘉於2002年8月28日發行的第一張原創專輯。

## 概述
- 收錄了自出道單曲「STARS」至第5張單曲「WILL」歌曲的首張專輯。
- 收錄歌曲13首中有10首先前已經發表過，雖為出道專輯，內容卻較似精選集。
- 銷售長紅，發行8個月後突破百萬銷量。
- ORICON公信榜最高第1名。銷量約117.4萬張

## 單曲銷量
- STARS：ORICON最高第3名。銷量約46.9萬張
- CRESCENT MOON（10萬枚限定生產）:ORICON最高第4名。銷量約9.9萬張
- ONE SURVIVE：ORICON最高第8名。銷量約8.7萬張
- Helpless Rain：ORICON最高第8名。銷量約8.3萬張
- WILL：ORICON最高第3名。銷量約14.5萬張

## 收錄曲目
1. AMAZING GRACE (album version)
作詞：John Newton、作曲：Traditional、編曲：DREAMFIELD
2. WILL (album version)
作詞：秋元康、作曲：川口大輔、編曲：富田惠一
3. ONE SURVIVE (album version)
作詞：吉田美奈子、作曲：T2ya、編曲：O DASH
4. HEAVEN ON EARTH
作詞：Lori Fine・Kenn Kato、作曲：Lori Fine、編曲：COLDFEET
5. DESTINY'S LOTUS
作詞：中島美嘉、Rap作詞：大藏、作曲：Gajin、編曲：TOWA TEI
6. Helpless Rain
作詞：Ochi Masato、作曲：shinya、編曲：今井大介
7. I
作詞：中島美嘉、作曲：H、編曲：shinya
8. TEARS（如雪花般飛舞...）
作詞：秋元康・中島美嘉、作曲：林浩司、編曲：DREAMFIELD
9. TRUE EYES
作詞：伊秩弘將、作曲：葛谷葉子、編曲：CHOKKAKU
10. CRESCENT MOON
作詞：松本隆、作曲：大野宏明、編曲：田中義人
11. JUST TRUST IN OUR LOVE (album version)
作詞：H、作曲：shinya、編曲：OCTOPUSSY
12. STARS (album version)
作詞：秋元康、作曲：川口大輔、編曲：富田惠一
13. A MIRACLE FOR YOU
作詞：中島美嘉、作曲：岡野泰也、編曲：河野伸